# Wim Aalders
Willem (Wim) Aalders ('s Gravenmoer, 5 mei 1909 – Bussum, 25 december 2005) was een Nederlandse, orthodox-hervormd theoloog. Hij werd vooral bekend vanwege zijn pleidooi het geestelijke karakter van de godsdienst te bewaken tegen een al te horizontale, politieke prediking. In zijn latere werk kwam steeds meer aandacht voor de dwarsverbanden tussen de religieuze traditie van Israël en de wijsgerige traditie van het oude Griekenland, wat leidde tot onder meer publicaties over Plato en de Septuaginta.

## Levensloop
Geboren in 's Gravenmoer, bracht Aalders een deel van zijn jeugd door in toenmalig Nederlands-Indië. Na zijn terugkeer in Nederland studeerde hij theologie in Utrecht. In deze periode maakte hij ook de overstap van de Gereformeerde Kerk waarin hij was opgegroeid naar de Nederlandse Hervormde Kerk. Als predikant diende hij vier kerkelijke gemeenten; Oosterzee, Koudum, Groningen en Den Haag.
Binnen de Nederlandse Hervormde Kerk behoorde hij aanvankelijk tot de ethische richting, maar later schoof hij op richting de Confessionele Vereniging en Gereformeerde Bond. Zo was hij intensief betrokken bij de stichting Vrienden van dr. H.F. Kohlbrugge, genoemd naar de negentiende-eeuwse Nederlandse predikant Hermann Friedrich Kohlbrugge. In het blad van deze stichting (Kerkblaadje, later omgedoopt in Ecclesia) schreef hij jarenlang vele artikelen.
In 1941 promoveerde hij op een proefschrift (Pascal als apologetisch prediker) over de zeventiende-eeuwse Franse theoloog en wijsgeer Blaise Pascal door wie hij diepgaand was beïnvloed. In dat boek trachtte hij het denken van Pascal vruchtbaar te maken voor een eigentijds theologische debat tussen de Zwitserse theologen Karl Barth en Emil Brunner. Aanvankelijk onder de bekoring van Karl Barth, mede vanwege diens optreden tegen het nationaalsocialisme (zie Bekennende Kirche), raakte hij in de jaren zestig van de twintigste eeuw steeds meer verontrust over de politisering van het Evangelie en werd hij gaandeweg een vurig bestrijder van de theologie van Karl Barth.
In 1967 aanvaardde hij de overstap naar een wetenschappelijke theologische betrekking. Hoewel zijn principiële stellingname tegen de toen in protestantse kring zeer populaire Barthiaanse theologie zijn academische carrière bemoeilijkte, werd hij lector in de protestantse theologie aan de katholieke Universiteit van Nijmegen, een functie die hij van 1967 tot 1975 bekleedde. Hij was in die tijd de enige persoon van de theologische faculteit die zich tegen een steunbetuiging aan de hoogleraar Edward Schillebeeckx van diezelfde faculteit keerde toen deze vanwege diens moderne theologie door het Vaticaan tot de orde werd geroepen. Vooral het door Schillebeeckx als niet historisch beschouwen van de inhoud van de Bijbel was iets dat Aalders ontstemde.
Aalders had veel moeite met het Samen op Weg-proces (SOW) dat uiteindelijk tot de Protestantse Kerk in Nederland (PKN) leidde. Hij beschouwde het opheffen van de Nederlandse Hervormde Kerk en oprichting van de nieuwe Protestantse Kerk in Nederland als een breuk in de kerkelijke en vaderlandse geschiedenis. Hij vreesde dat de kerk hiermee werd losgemaakt van haar historische wortels en dat de nieuwe kerk niet volkskerk zou kunnen zijn zoals de Nederlandse Hervormde Kerk dat was geweest. Samen met andere critici publiceerde hij daarom in 1994 het Hervormd Pleidooi, waarin hij pleitte voor behoud van de Nederlandse Hervormde Kerk als nationale volkskerk. Toen de fusie echter onafwendbaar bleek, ging hij daarin uiteindelijk wel mee, in tegenstelling tot de predikanten en gemeenten die de Hersteld Hervormde Kerk zouden vormen.

## Theologie
De kern van Aalders’ theologie is dat de mens “een venster op de eeuwigheid” nodig heeft. Zonder zicht op de eeuwigheid, gaat de mens ten onder aan de verschrikkingen en zinloosheid van de geschiedenis.
De moderne mens probeert dat binnenwerelds op te lossen door de geschiedenis zelf in de hand te nemen, maar roept daardoor juist nog grotere verschrikkingen op, zoals in de totalitaire systemen van de twintigste eeuw. Dit besef sloeg vooral binnen toen in mei 1940 de legers van nazi-Duitsland Nederland binnentrokken en hij in die dagen in Luthers boek Over de geknechte wil las over het voorzienig bestuur van God over de wereld. Dat juist dit het kernpunt is, en de discussie tijdens de Reformatie over de predestinatie in de kern om hetzelfde geestelijke punt draait als het moderne nihilisme van de autonome mens, betoogde hij onder meer in de brochure De Schok der Herkenning.
Om die reden verzette Aalders zich consequent tegen iedere vervlakking van de theologie tot een politiek of sociaal program; het gaat in geloof en kerk principieel om de persoonlijke band met de eeuwige God, niet om een maatschappelijke of staatkundige hervorming. De christelijke levensovertuiging heeft wel praktische consequenties, die ook van belang zijn voor de staat, maar de verlossing draait om het eeuwige leven, niet om een binnenwereldse bevrijding van armoede of onderdrukking. Aalders’ polemiek tegen de theologie van Karl Barth moet tegen deze achtergrond begrepen worden.
In zijn latere werk kwam steeds meer aandacht voor de dwarsverbanden tussen de religieuze traditie van Israël en de wijsgerige traditie van het oude Griekenland, wat leidde tot onder meer publicaties over Plato en de Septuaginta.

## Invloed
Aalders maakte grote indruk en zijn werk wordt nog altijd bestudeerd, met name in de kring rond de Vrienden van dr. H.F. Kohlbrugge. Deze stichting geeft de belangrijkste werken van Aalders momenteel ook opnieuw uit onder de naam Parrhesia.
Op 11 juni 2010 verscheen het boek Het oog omhoog, het hart naar boven: een leven lang leerling van Willem Aalders (ISBN 978-90-815275-1-4) van de hand van ds. P.J. Stam over Willem Aalders en zijn werk.

## Belangrijke publicaties
- Confiteor - Ik belijd, Heerenveen 2004 ISBN 90-5829-505-2
- Apocalyps en Evangelie: over de johanneïsche geschriften, Heerenveen 2003 ISBN 90-5829-417-X
- De apocalyptische Christus: volgens TeNaCh, Septuagint en Evangelie, Heerenveen 2001 ISBN 90-5829-240-1
- De Septuagint: Brug tussen synagoge en kerk, Heerenveen 1999 ISBN 90-5829-052-2
- De Kerk: het hart van de wereldgeschiedenis, Heerenveen 1995 ISBN 90-5030-484-2
- Antwoord op de Godsverduistering: het christelijk geloof in gesprek met joden, Grieken en atheïsten, Kampen 1992 ISBN 90-297-1083-7
- Revolutie en Perestroika: kritische kanttekeningen bij het tweede eeuwfeest van de Franse Revolutie, Kampen 1990 ISBN 90-297-0961-8
- Revolutie en Réveil: 1789-1989, Den Haag 1989 ISBN 90-297-0922-7
- De overlevingskansen van een protestantse natie: Nederland in een verenigd Europa, Den Haag 1987 ISBN 90-297-0852-2
- Een correctie op de tijd: terugblik op mijn weg door de kerk, Den Haag 1985 ISBN 90-297-0813-1
- De tijdgeest weerstaan: een bundel artikelen, Amsterdam 1984 ISBN 90-70057-88-3
- Plato en het christendom: over het Griekse, het christelijke en het ideologische denken, Den Haag 1984 ISBN 90-297-0767-4
- Barth-Kohlbrugge-Miskotte, (Kampen) 1984
- Luther en de angst van het Westen: een pleidooi voor de rechtsstaat, Den Haag 1982 ISBN 90-297-0718-6
- Het huwelijk: grootheid en verval, Amersfoort 1979
- Wet, Tragedie, Evangelie: een andere benadering van het boek Job, Den Haag 1979 ISBN 90-297-0570-1
- Theocratie of ideologie: het dilemma van de huidige christenheid, Den Haag 1977 ISBN 90-297-0469-1
- Hermann Friedrich Kohlbrugge, zijn leven, zijn prediking, zijn geschriften (samen met andere auteurs), Den Haag 1976
- Man en vrouw in een revolutionaire tijd, Den Haag 1974 ISBN 90-297-0400-4
- Tien keer gereformeerd, Kampen 1973 ISBN 90-242-3747-5
- Burger van twee werelden, Den Haag 1972
- Revolutie of reveil, Amsterdam 1972 ISBN 90-6064-003-9
- De grote ontsporing: over de verhouding van de Reformatie en de moderne theologie , Den Haag 1971
- De schok der herkenning, Amsterdam 1971
- Schepping of geschiedenis: over de tegenstelling tussen de christelijke hoop en het moderne vooruitgangsgeloof, Den Haag 1969
- Luther de derde Elia, Den Haag 1968 (inaugurele rede bij de aanvaarding van het ambt van lector in het wereldprotestantisme aan de Katholieke Universiteit van Nijmegen)
- Theologie der verontrusting, Den Haag 1968
- In verzet tegen de tijd: een protest tegen de verwereldlijking van God en de vergoddelijking van de wereld, Den Haag 1964
- De hemel is rood, Den Haag 1961
- Man en vrouw schiep Hij ze, Den Haag 1958
- Martin Buber, Utrecht 1955
- Hervormd-Remonstrants gesprek (samen met J.A. van Nieuwenhuijzen), Den Haag 1949
- Cultuur en sacrament, Nijkerk 1948
- De oer-christelijke gemeente, Den Haag 1946
- Pascal als apologetisch prediker, Assen 1941 (proefschrift)